# Grasdalstunnel
Der Grasdalstunnel ist ein einröhriger Straßentunnel durch das Sætreskarsfjell zwischen Grasdalen und Skjerdingsdalen in der Kommune Stryn der norwegischen Provinz Vestland. Der Tunnel im Verlauf des Riksvei 15 ist 3720 m lang. Er wurde zweimal eröffnet: einmal für den Verkehr und das zweite Mal „offiziell“ durch König Olav V.